# Tom Jaquet
Thomas Joseph Jaquet, detto Tom (Milan, 1º giugno 1925 – 8 settembre 1991), è stato un cestista statunitense.

## Carriera
Dopo la carriera universitaria all'Oklahoma A&M College, giocò nella AAU con i Denver Chevrolets.
Con gli Stati Uniti ha disputato il Campionato del mondo del 1950, vincendo la medaglia d'argento.